# Smith & Wesson Модель 2
Smith & Wesson Модель 2, також відомий як Smith & Wesson .38 Single Action, перший револьвер Smith & Wesson .38 калібру. Револьвер розроблений під набій .38 S&W, барабан розрахований на 5 набоїв. Версію одиночної дії випускали в трьох варіантах з 1876 по 1911 роки, всього було випущено 223000 екземплярів.
Револьвер Smith & Wesson Модель 2 "переламну" рамку, з пристроєм уловлювання стволу на верхній частині рамки, перед ударником. Це був револьвер більшого калібру ніж третя модель Smith & Wesson Модель 1 1/2.

## Револьвери одинарної дії
В 1876 було представлено револьвер Smith & Wesson Модель 2 одинарної дії, тобто курок перед пострілом потрібно було звести вручну. Такі револьвери були вороненими або нікельованими.

### Перша модель
Першу модель револьверу .38 Single Action можна розпізнати за гладким стволом (відсутні доли) та довгим кожухом екстрактора який був схожий на такий самий, що і у револьвера Smith & Wesson Модель 3 Російський, звідки його прізвисько "Baby Russian". Спусковий гачок сосковий, запобіжна скоба відсутня. Моделі випускалися вороненими або нікельованими, загалом зі стволами довжиною 3+1⁄2-дюйми або 4-дюйми, хоча були і моделі зі стволами довжиною 7 дюймів.
Серійні номери починалися від 1 до 25548, випущені в 1876 та 1877 роках. Ці револьвери використовували в поліцейському  департаменті Балтимору в період з 1876 по 1917, тому такі револьвери мали клеймо "City of Balto".

### Друга модель
Друга модель револьверу 38 Single Action мала коротший екстрактор, а тому не мала кожуха, як у першої моделі. Їх випускали вороненими та нікельованими, зі стволами довжиною 3+1⁄2-дюйми або 4+1⁄2-дюйми. Є рідкі версії зі стволами довжиною в 6, 8 та 10 дюймів.
Ці револьвери мали сосковий спусковий гачок, не мав запобіжної скоби. Серійні номери починалися від 1 до 108255.

### Третя модель
Третя модель револьверу 38 Single Action випускали з 1891 по 1911 і відома як 1891 Model, Model 01 або  Model of 91, як пізніше штампували на верху стволу. Ця версія мала звичайний спусковий гачок та запобіжну скобу, але 2000 таких револьверів було випущено для мексиканського уряду з сосковим спусковим гачком та без запобіжної скоби. Револьвер отримав позначення "Мексиканська модель".

## Револьвер подвійної дії
В 1880 компанія Smith & Wesson запропонувала Модель 2 з подвійною дією, таким чином стріляти можна було просто натиснувши на спусковий гачок, який зводив курок. Ці револьвери легко розпізнати за їх повністю закритою запобіжною скобою. Перші такі револьвери випустили Smith & Wesson. Ці револьвери випускали нікельованими або вороненими. Крім того існувала менша версія револьверу під набій .32 Smith & Wesson.

### Револьвер подвійної дії 32
Модель 2 під набій.32 S&W  випускали в 5 варіантах. Перша версія була випущена партією в 30 револьверів. Це були перші револьвери Smith & Wesson з запобіжною скобою випущені в 1880. Ці моделі були визнані перехідними і тому фабрику вони не покинули до 1888. Друга версія була покращеною і всього було випущено 22142 екземпляри до 1882. Третій варіант випускали з 1882 по 1885 в кількості 22232 штук. Четверту версію випускали в період з 1885 по 1909 і складалася з 239600 штук. Останній п'яти варіант складався з 44641 штуки і випускався до 1919.

### Револьвер подвійної дії 38
Модель 2 під набій .38 S&W  випускали в 5 варіантах. Перша партія складалася з 4000 револьверів і була випущена в 1880. Друга версія отримала покращення. Загалом було випущено 115000 револьверів в період з 1880 до 1884. Третій варіант випускали з 1884 по 1895 в кількості 203700 револьверів. Четвертий варіант випускали з 1895 по 1909 в кількості 216300 штук. П'ятий варіант було випущено в кількості 15000 штук, а випуск припинили в 1911. Третій та четвертий варіанти використовували в поліції Клівленду, Огайо, Бостону Массачуссетсу та Балтимору, а також охоронці American Express Company.
Останньою версією цього переламного револьвера подвійної дії 38-го калібру стала Удосконалена Модель. Ця версія мала переламну рамку згори з засувкою під великий палець. Модель випускали в період з 1909 по 1920 в кількості 59400 штук. Саме цю модель використав Флойд Аллен під час спроби втечі з залу суду в 1913.

### Безкурковий Smith & Wesson Safety
Револьвер подвійної дії Smith & Wesson Безкурковий випускали в період з 1887 по 1940 компанією Smith & Wesson. Револьвер було розроблено базі Моделі 2. Ця модель мала внутрішній курок та зовнішній запобіжник вмонтований в тильну частину руків'я. Револьвер було розроблено під набої .32 S&W та .38 S&W; випуск цих револьверів було закінчено перед Другою світовою війною, коли їх замінила більш міцна модель з ручним екстрактором.